# سگ‌دندان خاردار
سگ‌دندان خاردار (نام علمی: Pycnocycla spinosa) نام یک گونه (زیست‌شناسی) از سرده سگ‌دندان (سرده) است. این سرده یا جنس ۸ گونه گیاه دائمی با برگ‌های خاردار در ایران دارد.